# 4767 Sutoku
4767 Sutoku eller 1987 GC är en asteroid i huvudbältet som upptäcktes den 4 april 1987 av de båda japanska astronomerna Takeshi Urata och Tsuneo Niijima i Ojima. Den är uppkallad efter den japanske kejsaren Sutoku.
Asteroiden har en diameter på ungefär 7 kilometer och den tillhör asteroidgruppen Eunomia.